# Lazzaro Cattaneo
Lazzaro Cattaneo, (latinsko Lazarus Cataneus; slovensko: Lazar Katáneo; kitajsko: 郭居静; pinjin: Guō Jūjìng; Sidney Lau: Gwok3 Gui1 Jing6); * 1560 Sarzana; † 19. januar 1640 Hangzhou), je bil italijanski jezuit, duhovnik, znanstvenik in misijonar.

## Življenjepis

### Mladost in poklic
Lazar Cattaneo se je rodil 1560 v plemiški družini v Sarzani blizu Genove, danes Italija. 1581 je vstopil v jezuitski Zavod sv. Andreja (Collegio di S. Andrea) v Rimu.
1585 je odpotoval na Portugalsko, kjer je dokončal študije in bil posvečen v duhovnika 1587. 1. aprila 1588 je priplul v portugalsko naselbino v Indiji Goo; naslednjega leta je postal predstojnik misijonov na Biserni obali.

### VKitajskih misijonih
Cattaneo se je pridružil Ricciju v Shaoguanu (prej Shaozhou, Guangdong), leta 1594, potem, ko je eno leto preživel v Makavu. Prvotno je bil namenjen na Japonsko, a ga je obiskovalec Družbe Jezusove v Indiji Alessandro Valignano preusmeril v Makav. Spremljal je Riccija na njegovem prvem potovanju v Peking, kamor je prispel 7. septembra 1598 v upanju, da bo tam ustanovil misijon; vendar ni uspel priti do cesarja in je moral dva meseca pozneje oditi. Vrnil se je v Nanking, kjer je kmalu zbolel in se nato 1603 vrnil v Makav; 1604 je odpotoval v Malacco.:243
Po vrnitvi v Makav se je leta 1606 razširila vest, da Cattaneo načrtuje vodenje portugalskega napada, po katerem bi samega sebe postavili za kitajskega cesarja. Govorice je sprožilo mnenje, češ da v Macau gradijo veliko utrdbo; dela je na tajen način izvajalo veliko število japonskih delavcev, zaposlenih v obnovi ruševin Stolnice sv. Pavla. Nastal je hud spor, ko so Kitajci obdolžili jezuita Fančiška Martineza, da vohuni za Cattanea, in je le-ta v zaporu umrl. Ko pa je Cattaneo povabil vojaško odposlanstvo, naj si ogleda Zavod sv. Pavla v Makavu, so govorice prenehale; saj so se na lastne oči prepričali, da tam ni nobenega orožja, ampak le knjige in skromni študenti.:106–7

#### Šanghajskapostojanka
Cattaneo je odšel 1606 v Nanchang; nato je ustanovil misijon v Šanghaju, kjer je bival od 1608 do 1610 in se končno naselil v Hangzhouvu 1622; tam je 1628 postal Trigaultov spovednik. Zato je on najbolj zvesto opisal njegovo globoko potrtost zaradi hudege spora in prepira v zvezi s kitajskimi obredi, kakor tudi njene usodne posledice.

#### PrviKitajskiglasbenibesednjak
Ob prihodu v Makav je Cattaneo postal predavatelj na jezuitski univerzi za kitajske študije Zavodu svetega Pavla v Makavu, ki jo je Družba Jezusova ustanovila 1572; njen prvi ravnatelj je bil Antonio Vaz. Verjetno je tam 1594 študiral tudi on.:56,62  He continued Chinese studies in Shaozhou.:63
V letih 1598–99 je Cattaneo sodeloval z Matejem Riccijem in Sebastijanom Fernandesom – ki je bil odličen vojaški gradbeni strokovnjak –  pri drugem Riccijevem kitajskem slovarju v kakem zahodnem jeziku. Riccijev prvi tak slovar sploh ni nakazoval tonov, ki so pa bistveni za pomen v mandarinščini; Cattaneo pa je kot odličen glasbenih imel dober posluh, ter je opazil to pomanjkljivost. Zato je v tem slovarju izumil sistem petih tonskih oznak. Žal pa ta besednjak, znan kot Vocabulario sinico-europeo, velja za izgubljenega.

#### Apostolsko delovanje
Od 1590 je bival v mestu Shaoguan, v pokrajini Guangdong, kjer se je pridružil Ricciju v skupnem preučevanju kitajščine.
Istočasno je sklenil, da bo prvič oblekel obleko učenjakov (letterati) pri obisku mandarinov. Tako so jezuiti postali enakovredni kitajskim uradnikom, katerim so se predstavili kot učenjaki z Skrajnega Zahoda, ki so prišli na Kitajsko, da bi občudovali njihovo omiko, ter jim posredovali svojo. 
1598 je obiskal Nan-chang, skupaj z Riccijem pa Nanking in Peking, kamor je prišel 7. septembra.  V Nankingu je skupaj z Roccijem zgradil krajevno cerkev ter v dveh letih spreobrnil 1100 novokrščencev, od katerih tudi tam delujoče učenjake.
Lazar je bil izredno dobro podkovan v glasbeni umetnosti; tako je mogel svoje sobrate učiti igranja na 
klavir (clavicembalo). 1598 je v sodelovanju z Riccijem v sestavi takega kitajskega besednjaka, v katerem so bili prvič v zgodovini sinologije po njegovi zaslugi označeni toni vokalov ter izgovor drugih konsonatov, s katerimi je kitajščina prebogata.
Od 1608 do 161 je bival Cattaneo v Šanghaju, a klicali so ga s kitajskim imenom Xu Guan Qi.

### Dela
- Ricci, Matteo; Cattaneo, Lazzaro; Fernandes, Sebastian (1599). Vocabulario sinico-europeo. Nanking, China.
- Ling-hsing i-chu (ali: Hsing-ling i Chu; latinsko: Introductio animae ad Deum; slovensko: Potovanje duše k Bogu)
- Hui-tsui yao-chi (ali: Hui-tsui yao-chih; latinsko: De dolore peccatorum; slovensko: Obžalovanje grehov)
- Shenhou pien (latinsko: ’’De altera vita’’; slovensko: ’’Drugo življenje’’)
- Memoria (= Spomini; 1606)
- Dela v kitajščini: 郭居静生前著有《悔罪要旨》和《灵性诣主》各一卷。(V približnem prevodu: Guo Jujing je v svojem življenju napisal zvezka: "Bistvo kesanja" in "Duhovni gospodar".)

## Smrt
Cattaneo je umrl v Hangzhouvu na Kitajskem, star 79 let, dne 19. januarja 1640, ko je bil dolgo časa hrom.